# Mary Stephen
Mary Stephen est une monteuse et réalisatrice canadienne résidant en France, originaire de Hong Kong.

## Biographie
Réalisatrice de films documentaires et de fiction, Mary Stephen a été pendant de nombreuses années la monteuse des films d'Éric Rohmer avec qui elle signé la musique de plusieurs films sous le pseudonyme collectif de Sébastien Erms.
Décorée des insignes de Chevalier dans l’Ordre des Arts et des Lettres (2018).

## Filmographie
- 1978 : Ombres de soie de Mary Stephen
- 1980 : La Femme de l'aviateur  d'Éric Rohmer
- 1980 : Justocœur de Mary Stephen
- 1983 : Rosette sort le soir de Rosette
- 1984 : Rosette prend sa douche de Rosette
- 1985 : Rosette vend des roses de Rosette
- 1992 : Conte d'hiver d'Éric Rohmer
- 1993 : L'Arbre, le maire et la médiathèque d'Éric Rohmer
- 1995 : Les Rendez-vous de Paris d'Éric Rohmer
- 1996 : Conte d'été d'Éric Rohmer
- 1998 : Conte d'automne d'Éric Rohmer
- 1998 : Les Amis de Rosette de Rosette
- 1998 : Des goûts et des couleurs d'Anne-Sophie Rouvillois
- 1998 : France de Diane Baratier
- 1998 : Heurts divers de Florence Rauscher
- 1998 : In transit, in transition: poem from South Africa de Mary Stephen
- 1998 : Vision from the Edge: Breyten Breytenbach Painting the Lines de Mary Stephen
- 1999 : La Cambrure d'Edwige Shaki
- 2001 : L'Anglaise et le Duc d'Éric Rohmer
- 2001 : America So Beautiful de Babak Shokrian
- 2003 : À la fenêtre de Mariane Ostengen
- 2004 : Triple agent d'Éric Rohmer
- 2005 : Le Canapé rouge d'Éric Rohmer
- 2007 : San de Du Haibin
- 2007 : Les Amours d'Astrée et de Céladon d'Éric Rohmer
- 2007 : Mang Shan de Yang Li
- 2007 : Gitmek d'Huseyin Karabey
- 2009 : 1428 de Du Haibin
- 2009 : Last Train Home ( Gui Tu Lie Che) de Lixin Fan
- 2016 : A Young Patriot ( Shao Nian Xiao Zhao), de Du Haibin